# Safranbolu
Safranbolu (z řeckého Σαφράμπολις) je město a okres v provincii Karabük v Černomořském regionu v Turecku.
Bývalé turecké názvy města jsou Zalifre a Taraklıborlu a řecké Theodoroupolis a později Saframpolis. Do roku 1923 bylo součástí provincie Kastamonu a v letech 1923 až 1995 provincie Zonguldak. Název města je odvozen od šafránu, jelikož Safranbolu bylo střediskem obchodu s ním. Dnes se šafrán dosud pěstuje v obci Davutobası, která se nachází 22 km východně od Safranbolu, jehož kvalita patři k nejlepším na světě.
V historické části se nachází množství starých domů s 1008 historickými artefakty. Jedná se o 1 soukromé muzeum, 25 mešit, 5 hrobek, 8 historických fontán, 5 tureckých lázní, 3 karavansaraje, 1 historickou věž s hodinami, 1 sluneční hodiny a stovky domů a sídel. Dále je zde množství starých sídlišť, skalních hrobek a historických mostů. Staré město se nachází v hluboké rokli na poměrně suchém místě v dešťovém stínu hor. Nové město se nachází na náhorní plošině asi dva kilometry západně od starého města. Safranbolu bylo zapsáno na seznam světového dědictví UNESCO v roce 1994 kvůli domům a architektuře z osmanské éry.

## Galerie

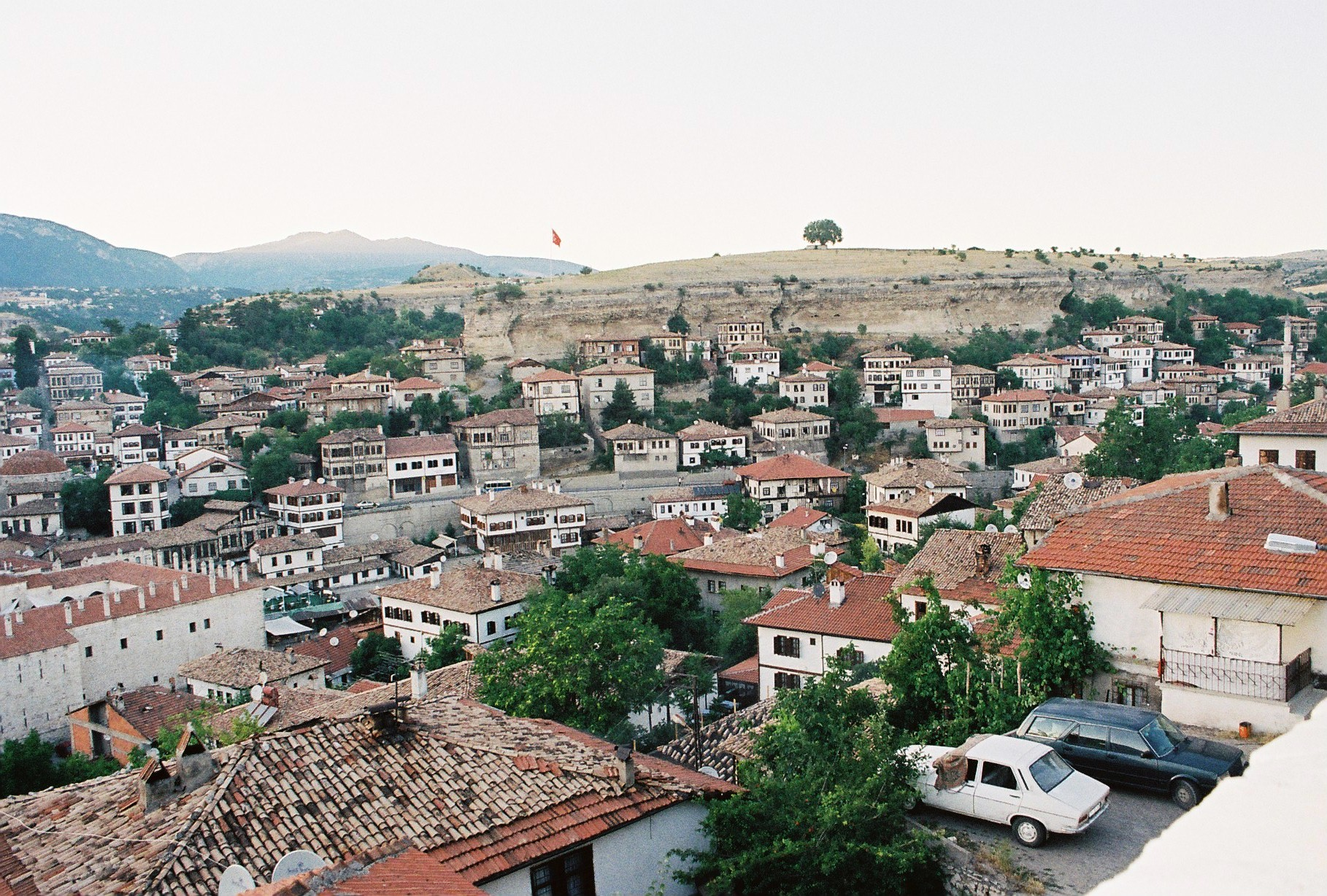
Celkový pohled
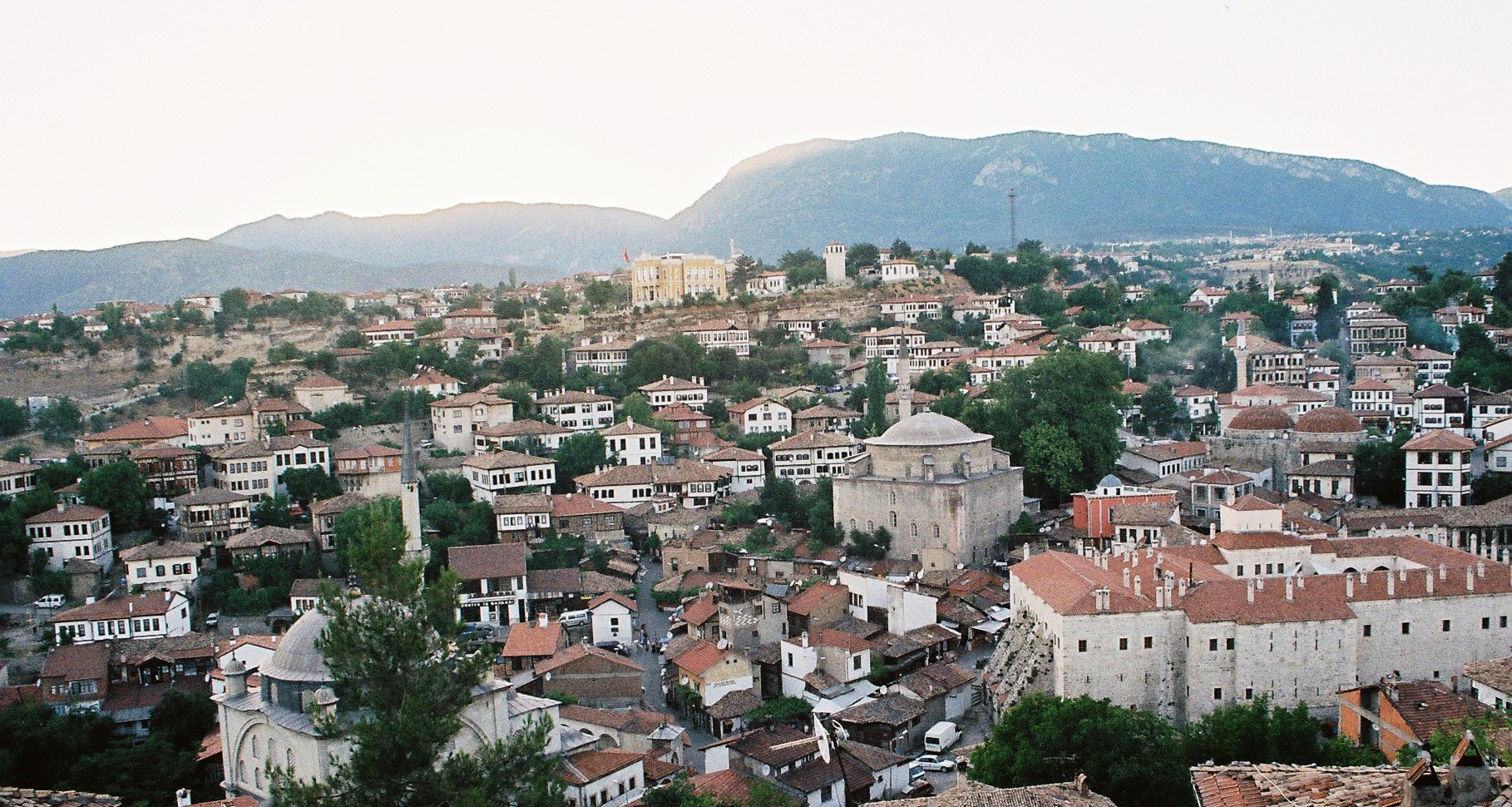
Celkový pohled
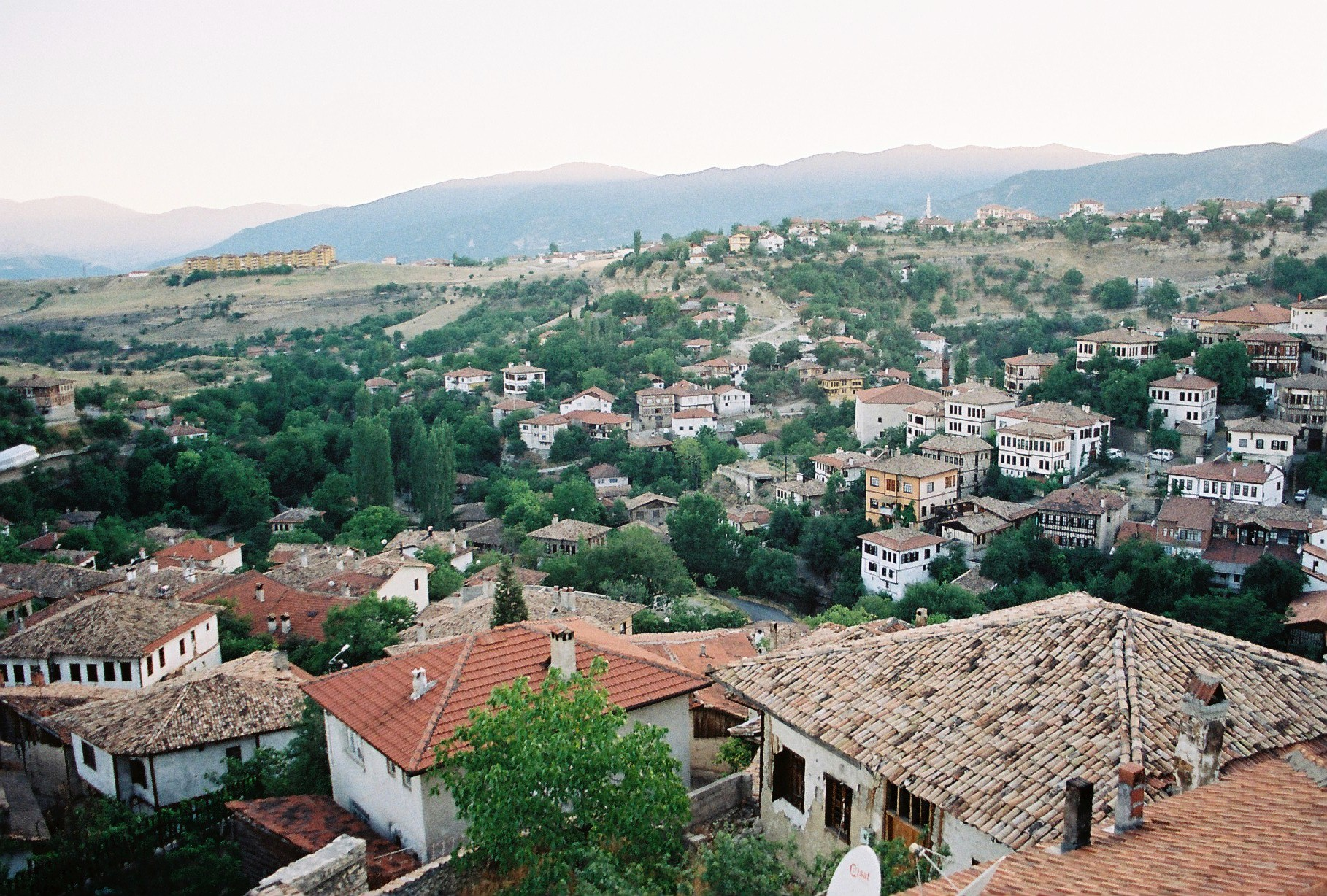
Celkový pohled
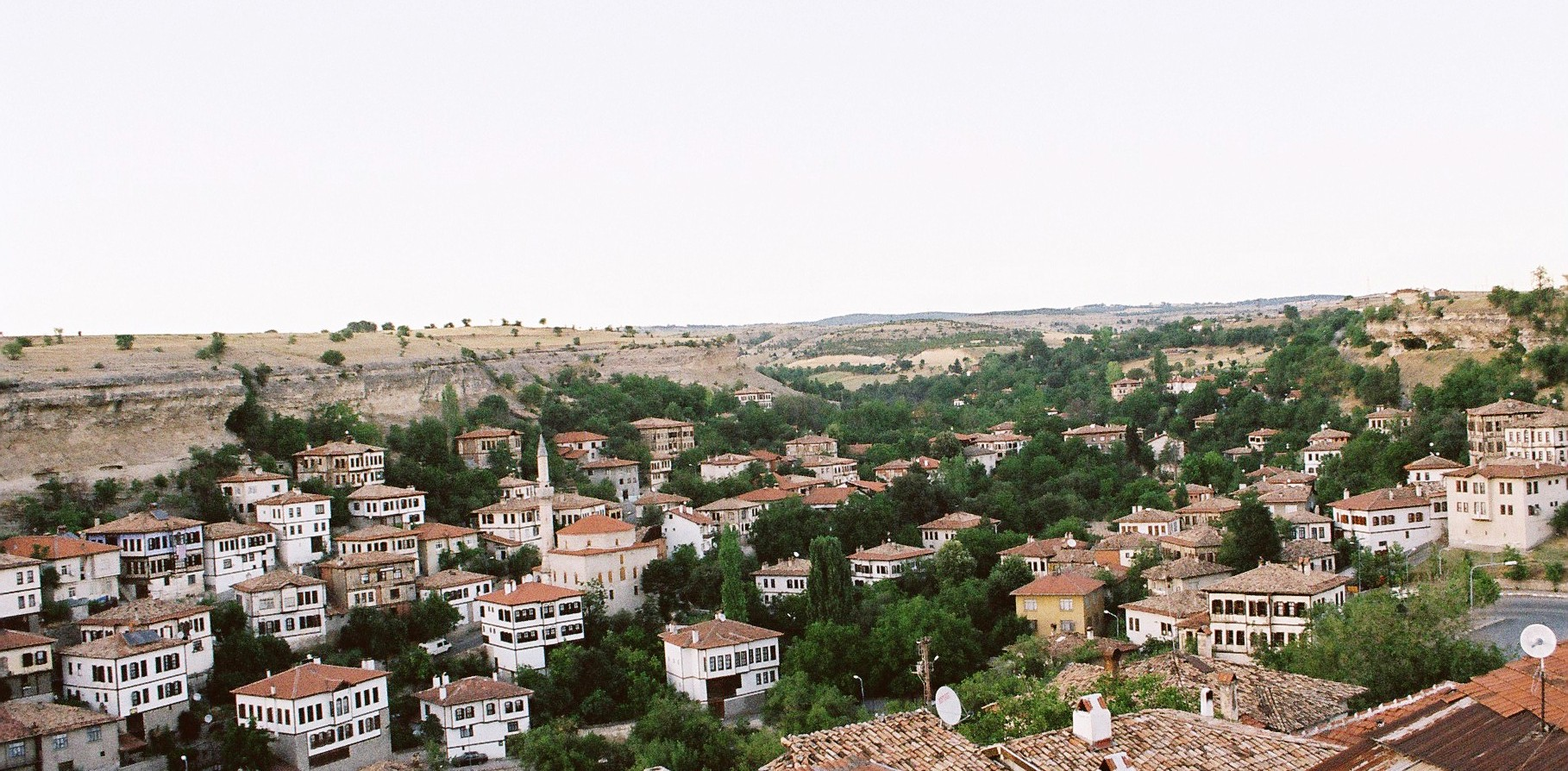
Celkový pohled
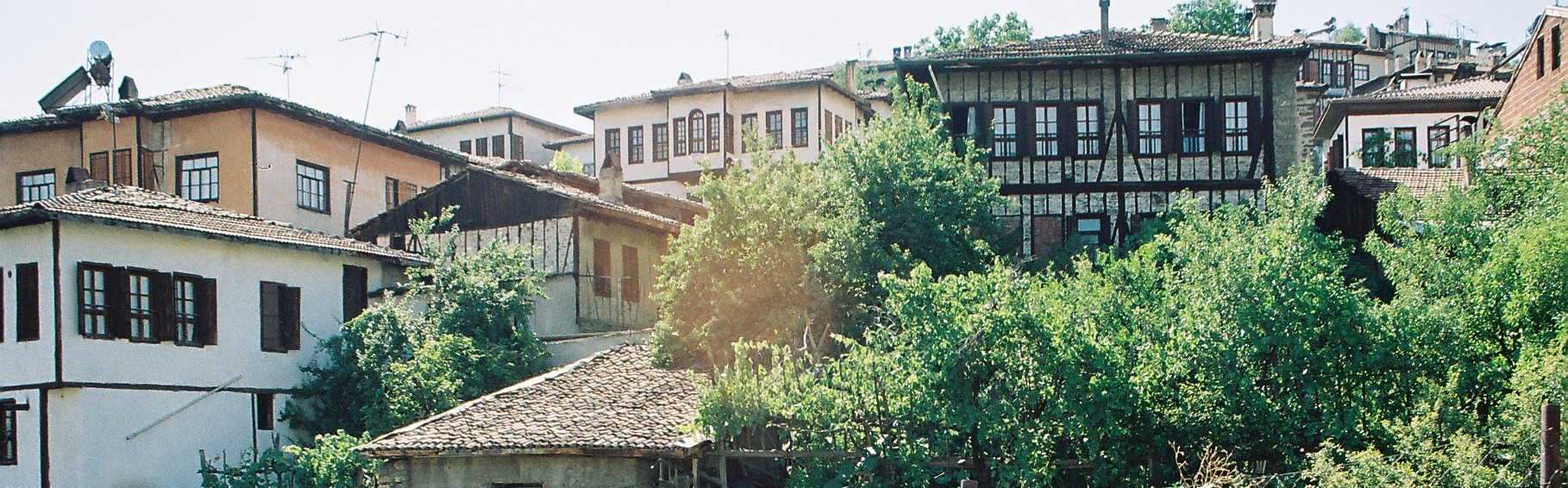
Tradiční domy
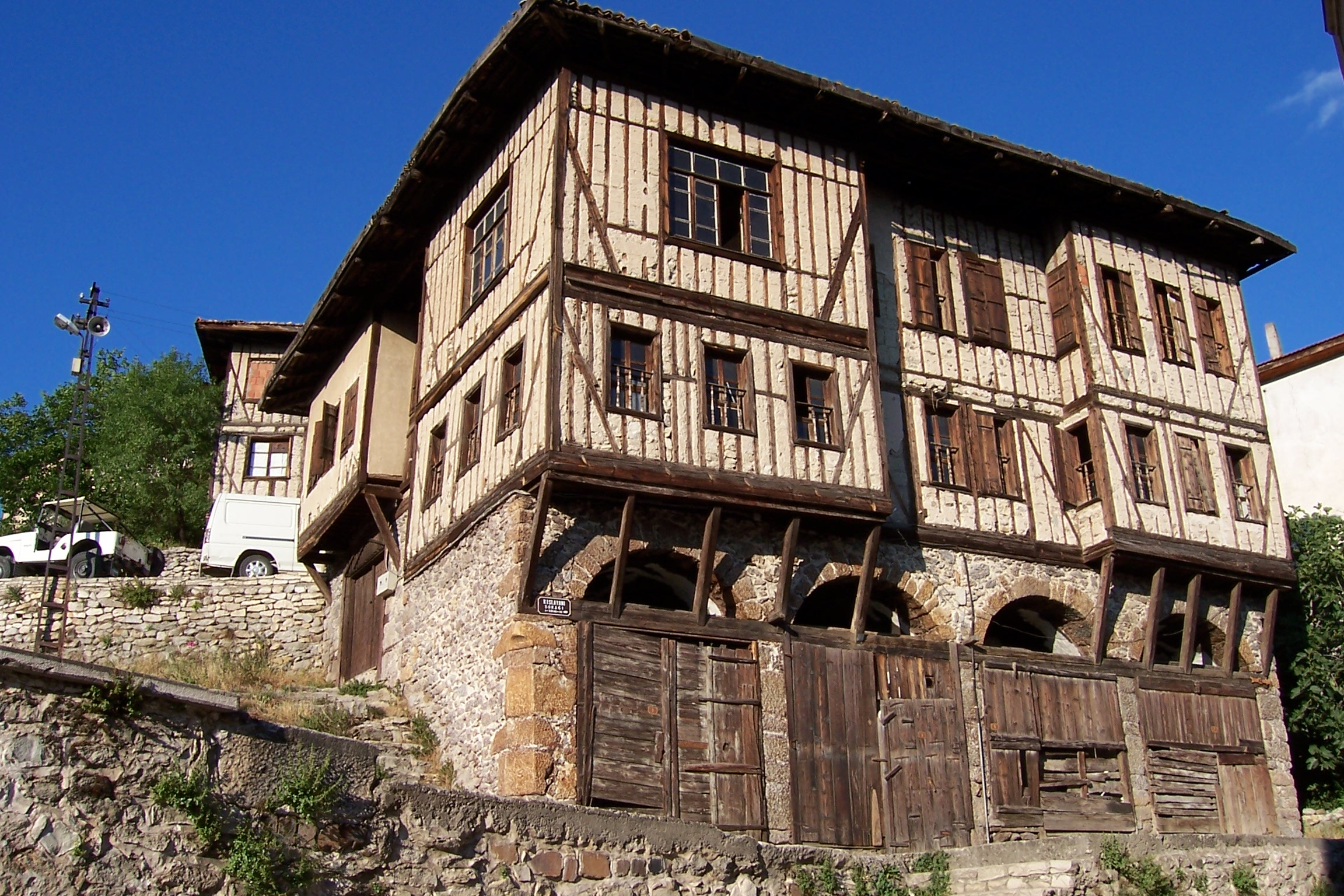
Tradiční domy
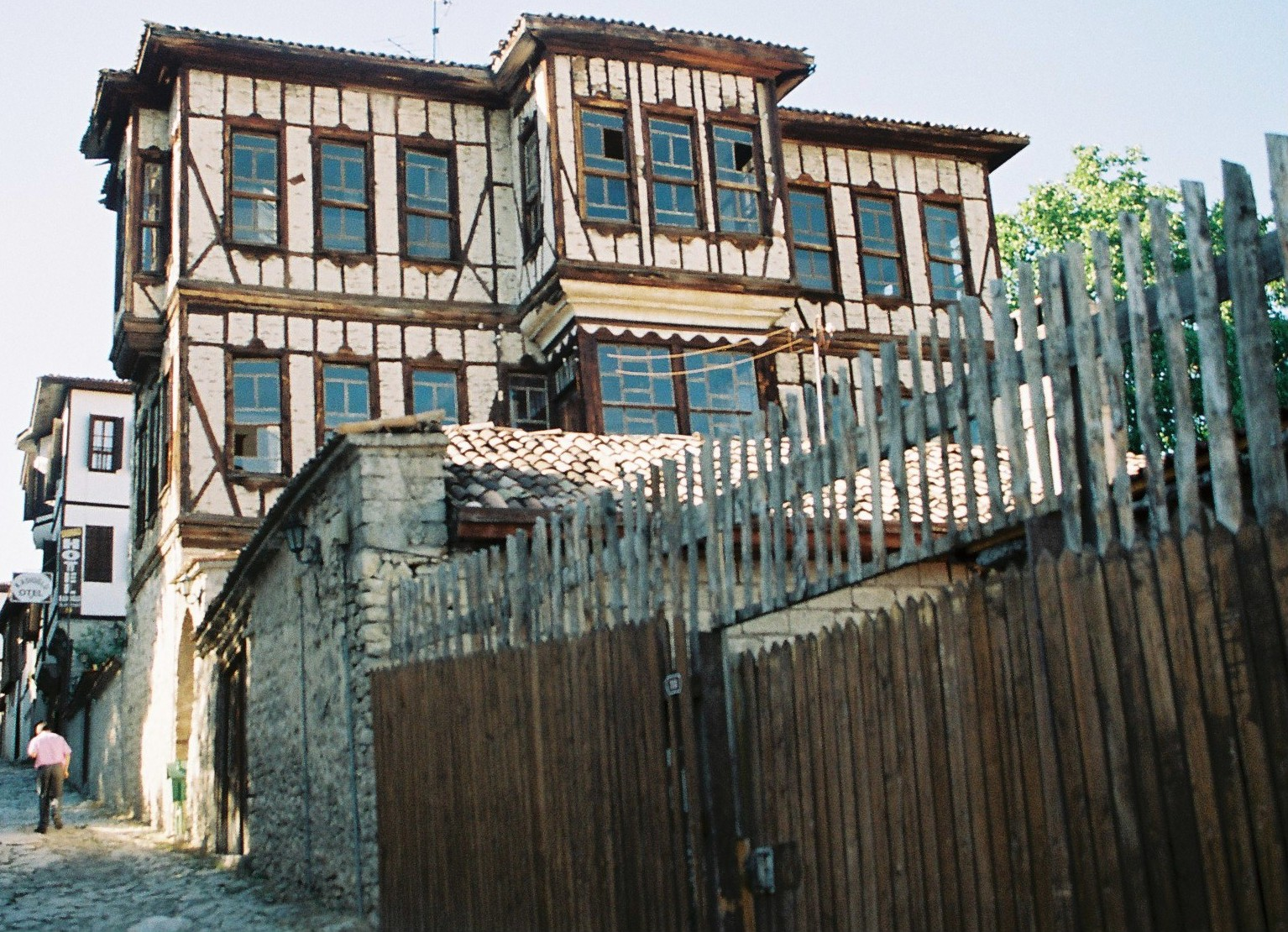
Tradiční domy
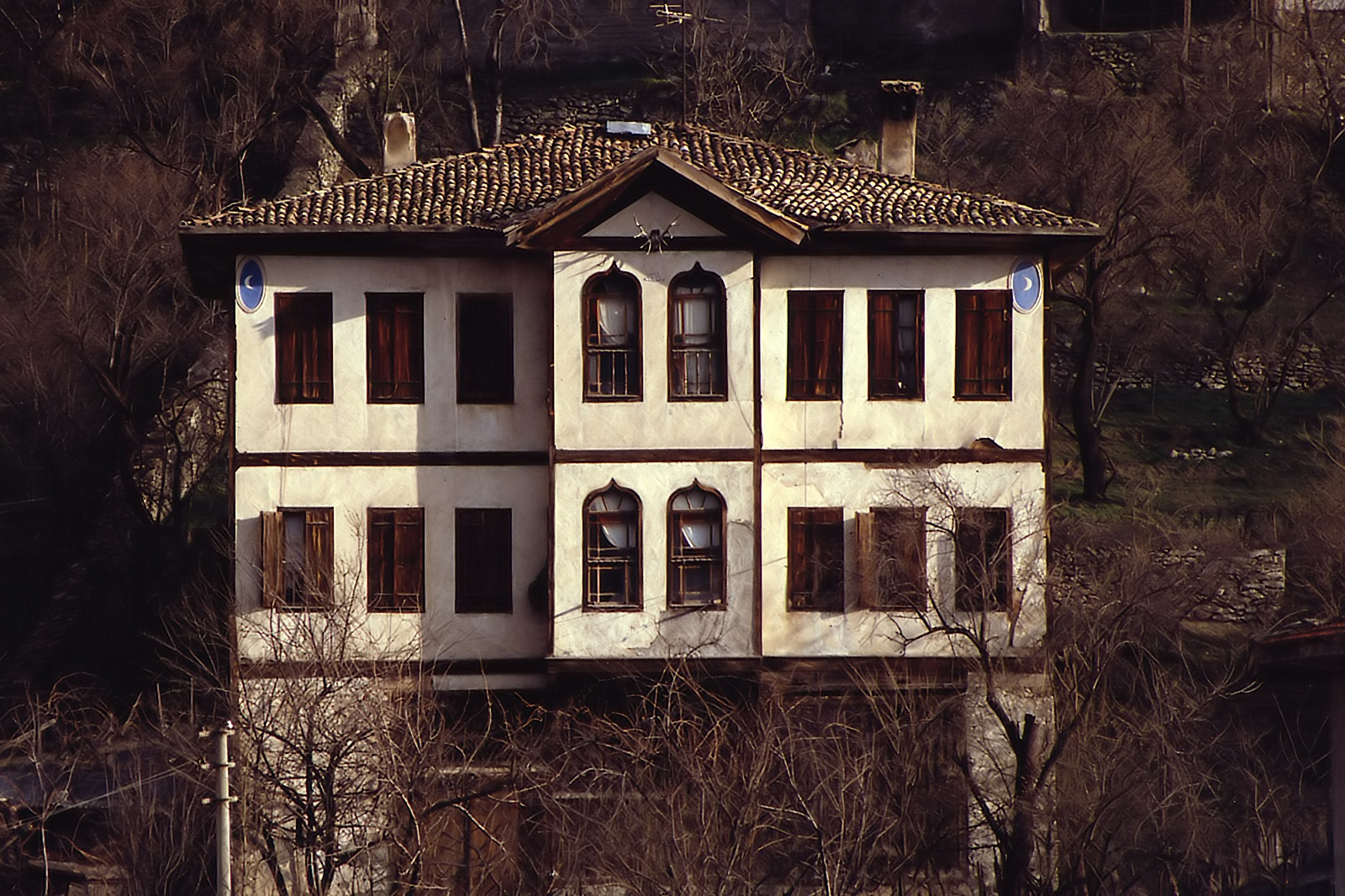
Tradiční domy